# Художній переклад
Художній переклад —  переклад творів художньої літератури і художніх текстів. Цей переклад є інструментом культурного освоєння світу, розширення колективної пам'яті людства, чинником самої культури. Теоретичною базою такого перекладу є літературознавча теорія перекладу, спрямована на вирішення історико-літературних завдань. У художньому перекладі важливе збереження форми, змісту, структури і естетичного впливу оригіналу тексту. Переклад художніх текстів здійснюється фахівцями-філологами з урахуванням усіх мовних особливостей. Існує лише в літературі.

## Види та особливсті
Зважаючи на те, наскільки точно художній переклад відтворює оригінал, його називають 
- вільним,
- переспівом
- або наслідуванням.

Окрім глибокого знання мови оригіналу, перекладач має бути обізнаним і з його контекстом.